# Ioan Rascu
Ioan Rascu (Focsani, 1. listopada 1857. – Focsani, 1926.) je bio rumunjski general i vojni zapovjednik. Tijekom Prvog svjetskog rata zapovijedao je VII. korpusom.

## Vojna karijera
Ioan Rascu rođen je 1. listopada 1857. u Focsaniju. Vojnu naobrazbu započinje 1878. pohađanjem Vojne škole za pješaštvo i konjaništvo u Bukureštu koju završava 1880. godine. Od 1882. pohađa Specijalnu školu za topništvo i inženjeriju u kojoj nakon diplomiranja ostaje i predavati. Godine 1889. upućen je na daljnje školovanje u Francusku gdje pohađa Školu za topništvo i inženjeriju u Fontainebleauu. Čin poručnika dostiže 1883. godine, u čin satnika promaknut je 1886. godine, dok je u čin bojnika unaprijeđen 1891. godine. Pohađa i Ratnu školu u Bukureštu. Godine 1894. vodi vojnu jedinicu zaduženu za gušenje seljačkog ustanka u okruzima Tutova i Tecuci, te mu uspijeva ugušiti ustanak u preko dvadeset sela, za što je i odlikovan. U čin potpukovnika promaknut je 1895. godine, dok je 1901. unaprijeđen u čin pukovnika, te mu je dodijeljeno zapovjedništvo nad 2. inženjerijskom pukovnijom. Godine 1904. postaje zapovjednikom 11. brigade, dok je 1910. imenovan zapovjednikom 8. divizije. U međuvremenu je, u svibnju 1907., promaknut u čin brigadnog generala. Godine 1915. dostiže čin divizijskog generala. Pred ulazak Rumunjske u rat zapovijeda utvrđenom linijom Focsani-Namoloasa-Galati.

## Prvi svjetski rat
Nakon ulaska Rumunjske u rat na strani Antante Rascu je imenovan zapovjednikom VII. korpusa. Navedeni korpus koji se sastojao od 9. i 19. divizije, nalazio se u sastavu 3. armije kojom je zapovijedao Mihail Aslan, te je držao položaje južno od Bukurešta. Sedmim korpusom Rascu je zapovijedao do 27. rujna 1916. kada je korpus raspušten. Nakon toga zapovijeda 2/5 divizijom kojom sudjeluje u borbama u Dobrudži. Od 1917. služi u Glavnom stožeru i to u odjelu inženjerije.

## Poslije rata
Ioan Rascu preminuo je 1926. godine u Focsaniju.

## Vanjske poveznice
(eng.) Ioan Rascu na stranici Romguide.net